# Hans Schönberger
Hans Schönberger (* 16. Oktober 1916 in Kassel; † 9. März 2005 in Bad Homburg vor der Höhe) war ein deutscher Prähistoriker und Provinzialrömischer Archäologe. Schönberger war langjähriger Leiter zweier bedeutender Forschungsinstitute, von 1948 bis 1966 des Saalburgmuseums, anschließend zunächst zweiter, von 1972 bis zu seiner Pensionierung 1981 erster Direktor der Römisch-Germanischen Kommission in Frankfurt am Main.

## Leben
Hans Schönberger wurde 1916 in Kassel geboren. Sein Vater war Beamter der Reichsbahn, die Eltern verstarben jedoch frühzeitig, sodass er als Student bereits Vollwaise war. Er besuchte die Volksschule in Ochshausen und später das humanistische Friedrichsgymnasium in Kassel. Sein Studium der Vorgeschichte begann er 1936 in Marburg, Nebenfächer waren Klassische Archäologie, Alte Geschichte und Geologie. Im dritten Semester wechselte er nach Breslau, im vierten nach Kiel, um schließlich wieder nach Marburg zurückzukehren. Akademische Lehrer waren Gero von Merhart, Friedrich Holste und Ernst Sprockhoff, in Breslau Martin Jahn und Hans Seger, in Kiel Herbert Jankuhn und Gustav Schwantes.
Während des Studiums wurde Schönberger 1939 zur Wehrmacht eingezogen. Es gelang ihm jedoch zwischen 1940 und 1943, Studienurlaub zu erhalten, den er zur Fertigstellung seiner Dissertation nutzte. Thema war Die Spätlatènezeit in der Wetterau. Das Werk konnte jedoch erst 1952 im Saalburg-Jahrbuch veröffentlicht werden.
Gegen Kriegsende leistete er Dienst in einem Reservelazarett in Thüringen und geriet in amerikanische Gefangenschaft, aus der er Ende September 1945 entlassen wurde. Er fand zunächst eine hilfsweise Anstellung im Kasseler Museum, ehe ihm die Stelle als Direktor der Saalburg angeboten wurde. Obwohl ihn anfangs große Zweifel plagten, ob er als Prähistoriker für die Stelle geeignet war, gehört seine Amtszeit zu den erfolgreichsten. Ihm gelang es, die Besucherzahlen des Museums von etwa 50.000 im Jahr 1947 bis zu seinem Ausscheiden im Jahr 1966 auf 230.000 zu steigern. 1963 habilitierte sich Schönberger an der Albert-Ludwigs-Universität Freiburg mit der Schrift Neuere Grabungen am Obergermanischen und Rätischen Limes.
Wie zur Zeit seiner Vorgänger Louis und Heinrich Jacobi war das Museum unter Hans Schönberger an zahlreichen Grabungsprojekten zur Erforschung des Obergermanisch-Raetischen Limes beteiligt, darunter besonders die Kastelle Altenstadt, Echzell, Butzbach, Heilbronn-Böckingen, Zugmantel und Okarben. Zahlreiche Beiträge im Saalburg-Jahrbuch und der Reihe Limesforschungen zeugen davon. 1964 organisierte Schönberger den 6. Internationalen Limeskongress, der zum ersten Mal in Deutschland stattfand. Der Saalburgführer wurde von dem britischen Limesforscher Eric Birley ins Englische übersetzt.
Während seiner folgenden Tätigkeit für die Römisch-Germanische Kommission (1966–1981), zunächst als zweiter, seit 1972 als deren erster Direktor, setzte Schönberger die umfangreiche Grabungs- und Publikationstätigkeit fort. Schwerpunktmäßig wurde nun der Raetische Limes bearbeitet mit den Kastellen Künzing, Oberstimm, Eining-Unterfeld und Moos-Burgstall. Die von ihm mitherausgegebene Reihe Limesforschungen nutzte er zur schnellen Publikation der Grabungsergebnisse und ließ diese zu einer beachtlichen Größe anwachsen. 1967 nahm er eine Honorarprofessur an der Ruprecht-Karls-Universität Heidelberg an, wo er bis 1975 Vorlesungen hielt. Er blieb aber besonders dem Kastell Saalburg bis zu seinem Tod 2005 verbunden.
Schönbergers Leistungen besonders zur Erforschung des Limes wurden international gewürdigt. Die Society of Antiquaries of Scotland wählte ihn 1968 zum Honorary Fellow. Damit verbunden war eine Einladung zu den Rhind Lectures in Edinburgh 1969, die er als erster Deutscher halten durfte. 1972 wurde er zum Wirklichen Mitglied des Österreichischen Archäologischen Instituts im Ausland, zum Honorary Fellow of the Society of Antiquaries of London sowie zum Membre honoraire de’l Institut Grand-Ducal de Luxembourg, Section des Sciences historiques gewählt. Von 1967 bis 1976 war er als Fachgutachter für Vor- und Frühgeschichte bei der Deutschen Forschungsgemeinschaft tätig.

## Schriften (Auswahl)
- Führer durch das Römerkastell Saalburg (neue Bearbeitung), Bad Homburg 1948 (diverse spätere Neuauflagen 1949, 1951, 1953, 1959, 1962, 1964, 1966, Übersetzungen ins Englische 1949 und Französische 1956).
- Plan zu den Ausgrabungen am Kastell Zugmantel bis zum Jahre 1950. In: Saalburg-Jahrbuch 10, 1951 S. 55–75.
- Die Spätlatènezeit in der Wetterau. (Dissertation) In: Saalburg-Jahrbuch 11, 1952 S. 21–130.
- Ur- und Frühgeschichte der Kreise Obertaunus und Usingen. Bad Homburg 1952.
- Ein augusteisches Lager in Rödgen bei Bad Nauheim. In: Saalburg-Jahrbuch 19, 1961 S. 37–58.
- Neuere Grabungen am Obergermanischen und Rätischen Limes (= Limesforschungen. Band 2). Gebr. Mann, Berlin 1962 (Habilitationsschrift; Digitalisat).
- mit Hans-Günther Simon: Die mittelkaiserzeitliche Terra Sigillata von Neuß. In: Novaesium II (= Limesforschungen. Band 7). Berlin 1966 S. 7–62.
- Das Römerlager im Unterfeld bei Eining. Bericht über die Grabung im Jahr 1968. In: Germania 48, 1970, S. 66–84.
- Das Römerkastell Öhringen West (Bürgkastell). In: Bericht der Römisch-Germanischen Kommission 53, 1972 (1973) S. 233–296.
- Kastell Künzing-Quintana. Die Grabungen von 1958 bis 1966 (= Limesforschungen. Band 13). Mann, Berlin 1975.
- mit Hans-Günther Simon: Römerlager Rödgen (= Limesforschungen. Band 15). Mann, Berlin 1976.
- Kastell Oberstimm. Die Grabungen von 1968 bis 1971 (= Limesforschungen. Band 18). Mann, Berlin 1978.
- mit Fritz-Rudolf Herrmann: Kein römisches Lager, sondern Siedlungsgruben des Neolithikums und der Eisenzeit in Friedberg-Fauerbach. In: Fundberichte aus Hessen 19/20, 1979/80 S. 107–118.
- mit Hans-Günther Simon: Das Kastell Okarben und die Besetzung der Wetterau seit Vespasian (= Limesforschungen. Band 19). Mann, Berlin 1980.
- mit Hans-Günther Simon: Die Kastelle in Altenstadt (= Limesforschungen. Band 22). Mann, Berlin 1983, ISBN 3-7861-1295-9.
- Die römischen Truppenlager der frühen und mittleren Kaiserzeit zwischen Nordsee und Inn. In: Bericht der Römisch-Germanischen Kommission 66, 1985 (1986), S. 321–497.

## Nachrufe
- Egon Schallmayer: Prof. Dr. Hans Schönberger, Direktor des Saalburgmuseums von 1948 bis 1966. In: Saalburg-Jahrbuch 52/53, 2002/2003 (2006), S. 5–7.
- Siegmar von Schnurbein: Hans Schönberger zum Gedächtnis. In: Bericht der Römisch-Germanischen Kommission 86, 2005 S. 7–18.